# GM Ecotec

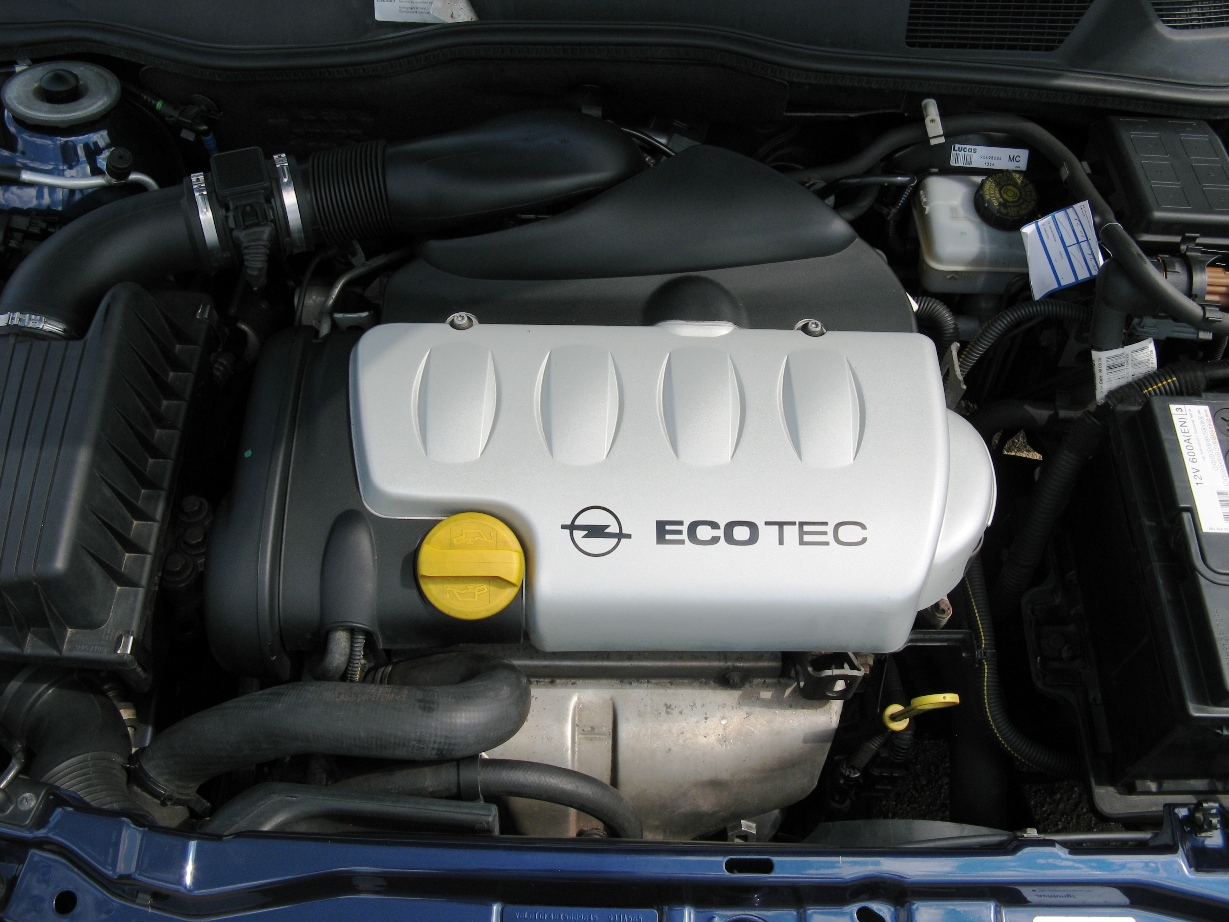
X18XE1 - przedstawiciel rodziny Family 1.

Ecotec (ang. Emissions Control Optimisation Technology) – marka silników należąca do koncernu General Motors, jednostki te służyły za źródło napędu głównie w samochodach marki Opel oraz Holden.
Nazwa Ecotec odnosi się zarówno do silników wysokoprężnych, jak i do benzynowych, obejmuje przy tym kilka rodzin, różniących się budową:
- Ecotec Family 1 and Family 0 – rzędowe, 4-cyl., DOHC produkowane przez Opel Powertrain;
- Ecotec Family II – rzędowe, 4-cyl. rozwinięcie starszych konstrukcji SOHC, wykonane w całości z aluminium, produkowane przez GM Powertrain i Opel Powertrain;
- GM Ecotec L850 - następca Family II, a także silników Saab H oraz Oldsmobile Quad 4.
- Ecotec V6 – widlasty, 6-cyl., GM 3800 V6 Series II' produkowane przez Holdena;
- GM V6 54° - obejmuje nowsze konstrukcje o sześciu cylindrach;
- CDTI Ecotec – diesel z wtryskiem common rail dla samochodów Opla, produkowane przez Fiata (MultiJet) i GM Daewoo (na licencji VM Motori);
- DTI Ecotec – wysokoprężne silniki produkowane przez Isuzu (Circle L).
- SIDI - rodzina średniej wielkości jednostek benzynowych.

## Historia powstania
Silniki z rodziny Ecotec zadebiutowały wraz z face liftingiem Opla Astry F w 1994 roku. Obecnie, od 2004, dostępna jest nowa generacja tych silników, które nazywają się TwinPort Ecotec (silniki do pojemności 1,6 litra).

## Budowa
Silniki Ecotec to silniki o budowie DOHC.

## Silniki
| Model                 | Typ    | Pojemność | Moc max.        | Max. moment obrotowy | Rodzaj zasilania | Rozrząd | Stopień kompresji |
| --------------------- | ------ | --------- | --------------- | -------------------- | ---------------- | ------- | ----------------- |
| 1,0 litra (3 cylind.) | X10XE  | 973 cm³   | 40 kW 5600 rpm  | 82 Nm 3800 rpm       | MPi              | DOHC    | 10,1:1            |
| 1,2 litra             | X12XE  | 1199 cm³  | 48 kW 6000 rpm  | 110 Nm 4000 rpm      | MPi              | DOHC    | 10,1:1            |
| 1,4 litra             | X14XE  | 1389 cm³  | 66 kW 6000 rpm  | 125 Nm 4000 rpm      | MPi              | DOHC    | 10,5:1            |
| 1,4 litra             | Z14XE  | 1389 cm³  | 66 kW 6000 rpm  | 125 Nm 4000 rpm      | MPI              | DOHC    | 10,5:1            |
| 1,6 litra             | X16XEL | 1598 cm³  | 74 kW 6200 rpm  | 150 Nm 3500 rpm      | MPi              | DOHC    | 10,5:1            |
| 1,6 litra             | Z16XE  | 1598 cm³  | 74 kW 6000 rpm  | 150 Nm 3600 rpm      | MPi              | DOHC    | 10,5:1            |
| 1,8 litra             | X18XE  | 1794 cm³  | 85 kW 5400 rpm  | 170 Nm 3600 rpm      | MPi              | DOHC    | 10,8:1            |
| 1,8 litra             | Z18XE  | 1796 cm³  | 92 kW 5600 rpm  | 170 Nm 3800 rpm      | MPi              | DOHC    | 10,8:1            |
| 2,0 litra             | X20XEV | 1998 cm³  | 100 kW 5400 rpm | 188 Nm 3400 rpm      | MPi              | DOHC    | 10,8:1            |
| 2,0 litra             | X20XER | 1998 cm³  | 118 kW 6500 rpm | 188 Nm 4300 rpm      | MPi              | DOHC    | 10,8:1            |